# Łąki w Sławkowie
Łąki w Sławkowie este o arie protejată (sit de importanță comunitară — SCI) din Polonia întinsă pe o suprafață de 50,97 ha, integral pe uscat.

## Localizare
Centrul sitului Łąki w Sławkowie este situat la coordonatele 50°18′10″N 19°20′30″E / 50.3028°N 19.3416°E.

## Înființare
Situl Łąki w Sławkowie a fost declarat sit de importanță comunitară în decembrie 2012 pentru a proteja 1 specie de plante și 2 specii de animale.

## Biodiversitate
Situată în ecoregiunea continentală, aria protejată conține 2 habitate naturale: Pajiști cu Molinia pe soluri calcaroase, turboase sau argilos-nămoloase (Molinion caeruleae), Mlaștini alcaline.
La baza desemnării sitului se află mai multe specii protejate:
- plante (1): moșișoare (Liparis loeselii)
- nevertebrate (2): Phengaris nausithous, Phengaris teleius